# Washburn (Illinois)
Washburn is een plaats (village) in de Amerikaanse staat Illinois, en valt bestuurlijk gezien onder Marshall County en Woodford County.

## Demografie
Bij de volkstelling in 2000 werd het aantal inwoners vastgesteld op 1147. In 2006 is het aantal inwoners door het United States Census Bureau geschat op 1111, een daling van 36 (-3,1%).

## Geografie
Volgens het United States Census Bureau beslaat de plaats een oppervlakte van 1,9 km², geheel bestaande uit land. Washburn ligt op ongeveer 209 m boven zeeniveau.

## Plaatsen in de nabije omgeving
De onderstaande figuur toont nabijgelegen plaatsen in een straal van 16 km rond Washburn.